# Kanton Marmande-2
Der Kanton Marmande-2 ist seit 2015 ein französischer Wahlkreis im Arrondissement Marmande im Département Lot-et-Garonne in der Region Nouvelle-Aquitaine; sein Hauptort ist Marmande. 

## Gemeinden
Der Kanton besteht aus elf Gemeinden und Gemeindeteilen mit insgesamt 17.874 Einwohnern (Stand: 1. Januar 2022) auf einer Gesamtfläche von 153,56 km²:
| Gemeinde                | Einwohner 1. Januar 2022 | Fläche km² | Dichte Einw./km² | Code INSEE | Postleitzahl |
| ----------------------- | ------------------------ | ---------- | ---------------- | ---------- | ------------ |
| Birac-sur-Trec          | 831                      | 14,34      | 58               | 47028      | 47200        |
| Caumont-sur-Garonne     | 815                      | 11,61      | 70               | 47061      | 47430        |
| Fauguerolles            | 827                      | 6,93       | 119              | 47094      | 47400        |
| Fourques-sur-Garonne    | 1.307                    | 13,96      | 94               | 47101      | 47200        |
| Gontaud-de-Nogaret      | 1.641                    | 29,51      | 56               | 47110      | 47400        |
| Longueville             | 375                      | 4,79       | 78               | 47150      | 47200        |
| Marmande                | 8.844                    | 20,89      | 423              | 47157      | 47200        |
| Saint-Pardoux-du-Breuil | 618                      | 7,30       | 85               | 47263      | 47200        |
| Samazan                 | 855                      | 17,25      | 50               | 47285      | 47250        |
| Taillebourg             | 65                       | 7,11       | 9                | 47304      | 47200        |
| Virazeil                | 1.696                    | 19,87      | 85               | 47326      | 47200        |
| Kanton Marmande-2       | 17.874                   | 153,56     | 116              | 4714       | –            |

1. ↑   Nur der östliche Teil der Gemeinde, der Rest gehört zum Kanton Marmande-1.